# Akční plán členství

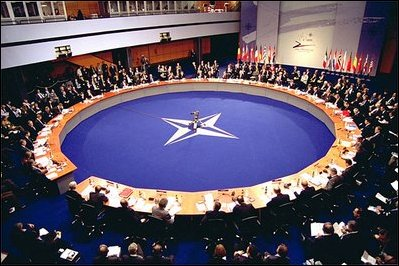
Summit NATO v Praze (2002)

Akční plán členství (Membership Action Plan; MAP) je součástí procesu přijímání států do Severoatlantické aliance. Je to program rad, pomoci a praktické podpory NATO přizpůsobený individuálním potřebám zemí, které si přejí vstoupit do aliance. Účast v MAP nepředjímá žádné rozhodnutí aliance o budoucím členství.
Země, která chce vstup do aliance uskutečnit, musí splňovat následující požadavky:
1. Ochota urovnat mezinárodní, etnické či vnější územní spory mírovými prostředky
2. Oddanost právnímu řádu a lidským právům a demokratickou kontrolu nad ozbrojenými silami
3. Schopnost přispívat k obraně a k poslání organizace
4. Ochota vydat dostatečné prostředky na ozbrojené síly, aby mohly plnit závazky vyplývající z členství
5. Zabezpečení citlivých informací a záruky kompatibility vnitrostátních právních předpisů s NATO

## Státy v akčním plánu členství
- Bosna a Hercegovina – do akčního plánu členství se přidala v prosinci roku 2018